# Vente directe aux collectivités
La vente directe aux collectivités est une pratique commerciale qui établit une relation directe entre les producteurs et le secteur de la restauration collective (collectivités et consommateurs) sans emprunter les circuits de commercialisation habituels. Ce mode de commercialisation en vente directe, destiné aux collectivités (publiques ou privées) s'inscrit dans une démarche de circuit court. Ces liens entrainent des répercussions sur les marchés de l'alimentation comme des modifications de la nature des appels d'offres publics et la suppression des intermédiaires. Ces changements, inscrits dans une démarche de développement durable possèdent également de nombreux intérêts mais également quelques limites.

## Contexte économique
La restauration collective, de par les quantités de produits brassés, occupe une place importante sur les marchés de l'alimentation et donc indirectement, possède une influence sur l'agriculture et ses différents modes de production.
Le marché de la restauration collective représente environ 3 milliards de repas servis chaque année ce qui représente en moyenne 8 millions de repas par jour.
En 2007, il existait 72 700 structures de restauration collective à caractère social, publiques ou privées, un chiffre en augmentation.
L’offre de restauration collective génère environ 7 milliards d’euros d’achats alimentaires, dont 2,7 milliards de produits frais, 2,2 milliards de surgelés et 2,1 milliards de produits d’épicerie. Le premier secteur en termes d’achats alimentaires est le secteur santé/social (2 865 millions d’euros), suivi de l’enseignement (2 043 millions d’Euros), du travail (1 392 millions d’euros), et des autres collectivités (700 millions d’Euros). Le mode de gestion directe a été choisi par 68 % de la restauration collective, que ce soit de grands établissements (CHU, sièges d'entreprise, cuisines centrales...) ou de petites structures (maisons de retraite, collèges, crèches).
La gestion directe en chiffre représente :
- Plus de 2 milliards de repas par an
- 42 000 restaurants
- 11 milliards d'euros de chiffre d’affaires
- 230 000 salariés

La gestion directe concerne 64 % de la restauration scolaire, 73 % de la restauration du secteur santé social, et 26 % de la restauration au travail.

## Principe

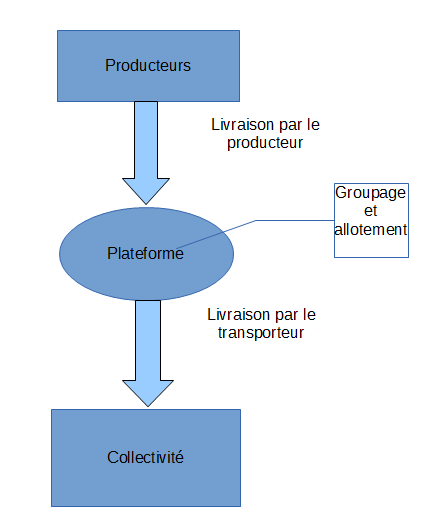
Schéma de la distribution producteurs / collectivité

Sa fonction est avant tout sociale : proposer à ses convives des repas équilibrés et de qualité à des prix maîtrisés autant que possible. Promouvoir une restauration collective de qualité est aussi une exigence de santé publique.
Cette dernière étant principalement développée dans le but d'atteindre une clientèle de ménage, on observe aujourd'hui une demande croissante de la part des institutions telles que les cantines scolaires ou encore les restaurants d'entreprises qui désirent servir une nourriture de meilleure qualité, produite localement, tout en respectant l'environnement. Ces demandes qui proviennent majoritairement des consommateurs entraînent donc des modifications de l'offre qui s'adapte, petit à petit. En effet, on observe une recrudescence de regroupements de (petits) producteurs qui s'allient et s'organisent afin de pouvoir répondre collectivement à une demande de produits frais et sains élaborés localement dans le cadre du développement durable.
On remarque que le poids des achats de la restauration collective influe significativement et de manière croissante sur le marché de l’alimentaire.

## Acteurs

### Agriculteurs
Les agriculteurs, afin de développer leur activité, tentent de trouver de nouvelles solutions mieux adaptées au marché actuel. Dans cet objectif, ils essayent avec les autres acteurs de la filière de mettre en place une vente quasiment directe aux collectivités locales.
Les producteurs concernés sont principalement des maraîchers et des arboriculteurs qui commercialisent leur production en circuit court mais sont aussi inscrits dans une démarche d'agriculture biologique (AB). On remarque que ces derniers sont plus sollicités que leurs collègues car l'envie de manger des produits locaux s'accompagne souvent de l'envie de se nourrir de produits sains d'une haute valeur nutritionnelle,.
On note que les collectivités encouragent les producteurs à se tourner vers le bio en générant des appels d'offres publics visant ce marché.
Depuis quelques années, le marché du bio occupe une place de plus en plus importante dans le secteur de la restauration collective. Selon l’observatoire national des produits biologiques en restauration collective, plus d'un établissement sur deux proposait début 2012 des produits biologiques au menu, ne serait-ce que de temps en temps. Alors que moins d’un établissement sur 10 en proposait en 2006. Les produits les plus introduits en restauration collective sont les produits frais. Ce sont les fruits tels que les pommes, les produits laitiers et les légumes comme les carottes qui obtiennent le plus de commandes en bio. Viennent ensuite les produits d’épicerie, la volaille fraîche ou surgelée, les légumes surgelés et enfin le pain frais et surgelé. Si la fréquence d’introduction de ces produits bio est en constante hausse, seuls 17 % des établissements interrogés en proposent tous les jours à leurs convives.

### Collectivités
La restauration collective est au cœur de la société occidentale et elle concerne à la fois les établissements scolaires, les entreprises, les hôpitaux, les administrations, les maisons de retraite, les crèches, etc. Elle atteint donc une large palette de personne, des jeunes aux personnes âgées. Elle est présente à presque tous les niveaux de notre société.
La restauration en gestion directe ou autogérée représente 70 % de la restauration collective. Ce système consiste à confier la confection des repas à une structure interne. Un restaurant collectif en gestion directe achète et cuisine ses produits. Cette gestion permet donc une plus grande souplesse dans le choix de l’approvisionnement. On remarque que c’est la forme la plus démocratisée et celle qui génère les plus grands volumes.
On citera une expérience menée en Ariège qui consiste dans un premier temps à développer une plateforme logistique pour l’approvisionnement en produits locaux de la restauration collective scolaire. L’objectif à moyen terme est d’étendre la démarche à l’ensemble de la RHD (Restauration hors domicile) et à diversifier progressivement les débouchés : restauration commerciale, paniers de produits…
Introduire des produits issus de l’agriculture biologique a un prix. 8 établissements sur 10 voient leurs coûts augmenter de 23 % par rapport au nombre de repas servis habituellement à la suite de l’introduction du bio dans leur menu. Ils tentent cependant de le réduire avec de bonnes initiatives : limiter le gaspillage, mettre les fournisseurs en concurrence ou encore grouper les achats.

### Plateformes
Les plateformes sont des entités qui relient les producteurs et les collectivités. Elles sont chargées de réunir la marchandise provenant des exploitations agricoles afin de la rassembler en lots, puis, de l'acheminer jusqu'au lieu de consommation. Parfois, les plateformes, en plus de rassembler les productions, transforment également les produits bruts en repas et les apportent ensuite.
La Société coopérative d'intérêt collectif (SCIC), créée par la loi 2001-624 du 17 juillet 2001, est une société commerciale de type sociétés anonyme (SA), par actions simplifiées (SAS) ou à responsabilité limitée (SARL) inscrite au Registre du commerce et des sociétés.
Les petits producteurs n'ayant souvent pas les quantités suffisantes pour répondre à cette nouvelle demande se regroupent par le biais d'organismes, tels que le SCIC.
C'est aussi une coopérative donc 1 associé est égal à 1 voix, elle est également d'intérêt collectif. Associant autour d'un projet économique commun des acteurs multiples ayant un lien différent avec la SCIC : des salariés, des bénéficiaires, et toute personne physique ou morale liée à ce projet.

## Réglementation
L'offre de service de restauration collective sont strictement encadrés, notamment par la législation communautaire relative à l’hygiène des denrées alimentaires et l’arrêté du 21 décembre 2009 relatif aux règles sanitaires applicables aux activités de commerce de détail, d’entreposage et de transport des produits qui sont également applicables à la restauration collective.
Concernant le cas des entreprises, la seule obligation incombant à ces dernières composées de plus de 25 salariés est de mettre à disposition de ses employés un local réservé à cet effet. L’offre de restauration collective (directe ou déléguée), ou l’offre de tickets restaurants, relèvent de l’initiative de l’employeur et/ou du Comité d’Entreprise (pour les établissements de 50 salariés et plus).
À propos des écoles, le service de restauration est un service public local facultatif alors que les établissements médico-sociaux tels que mentionnés dans l’article L312-1 du Code de l’action sociale et des familles se doivent de proposer un service de restauration collective. Les Conseils Généraux et Conseils Régionaux sont responsables depuis 1982 de la construction, du fonctionnement et de l’entretien des établissements. Leurs attributions ont été élargies dans le cadre de la loi du 13 août 2004. Les collectivités de rattachement des établissements sont également chargées de l’accueil, la restauration, l’hébergement ainsi que l’entretien général et technique.En  matière de restauration, les  collectivités  fixent  les  objectifs, les  modalités d’exploitation, les tarifs et allouent les moyens de fonctionnement.

## Intérêts et limites
Les intérêts de la vente directe au domaine de la restauration collective sont économiques, elles permettent de structurer l’offre et de créer une dynamique collective sur un même territoire. Elle est aussi sociale, c'est une occasion de renforcer les liens entre l’agriculture, ses métiers, ses produits et l’ensemble des citoyens, notamment les plus jeunes, et de réaffirmer que l’alimentation est la finalité première de la production agricole.
| Intérêts pour l’exploitant                                   | Intérêts pour les collectivités                                                |
| ------------------------------------------------------------ | ------------------------------------------------------------------------------ |
| Coût de transport et impact écologique limité                | Améliorer la qualité des repas grâce à un meilleur choix de matières premières |
| Reprise du contact entre producteurs et consommateurs        | Prix qui correspondent au marché local                                         |
| Contrats de ventes qui stabilisent le revenu de l'exploitant | Nourriture de haute qualité nutritionnelle et souvent bio                      |
| Mode de production durable                                   | Limite l'impact sur l'environnement                                            |
|                                                              | Éducation des consommateurs aux produits de qualité                            |

La restauration collective est un enjeu important vu la quantité et la régularité des repas à servir.
La difficulté réside dans les appels d’offres publics qui empêchent les producteurs locaux de répondre à la demande. Cette difficulté est fréquemment contournée en choisissant par exemple dans le cahier des charges des produits très caractéristiques et correspondant parfaitement à la production locale, en fractionnant l’appel d’offres ou en exigeant un niveau de fraîcheur contraignant. Cela a pour effet de favoriser les productions locales en facilitant l'accès à ce type d'offre, au détriment de productions industrielles.
Les règles et contraintes d’hygiène applicables se doivent d'être très strictes : entre la production/consommation sur place et la consommation différée en d’autres lieux que le site de production, les règles en matière d’aménagement des locaux, du matériel, de leur entretien, de transport, ainsi que de formation du personnel  sont de plus en plus contraignantes.
Le secteur de la restauration collective (sociale et commerciale) est également un important producteur de déchets plus de 2,5 tonnes par an, soit 10 % de la quantité totale de déchets ménagers produits en France. Il a été estimé une consommation moyenne entre 10 et 20 litres d’eau par repas, tout usage confondu.
Au-delà des rejets classiques d’eaux usées domestiques (wc et lavabos), la restauration collective génère des eaux usées chargées en graisses, qualifiées de « non domestiques », qu’il convient de pré-traiter et qui entraîne des coûts supplémentaires.

## Annexe

### Filmographie
- Jean Paul Jaude, Nos enfants nous accuseront, documentaire, novembre 2008
- Vers une restauration collective bonne, propre et juste, documentaire, Frédéric Gana pour l’association Slow Food France en 2010